# Agatha Christie : Le Crime de l'Orient-Express (jeu vidéo, 2023)
Pour les articles homonymes, voir Le Crime de l'Orient-Express (homonymie).

Agatha Christie - Le Crime de l'Orient-Express est un jeu vidéo d'aventure édité par Microids et développé par Microids Studio Lyon, adapté du  roman Le Crime de l'Orient-Express d'Agatha Christie. Il est sorti le 19 octobre 2023.
Même si le jeu suit plus ou moins la trame du roman, il s'agit ici d'une version modernisée et revisitée. On y trouve des ordinateurs et des smartphones. De plus, le joueur incarne deux personnages : Hercule Poirot et Joanna Locke